# Pseudelaphe
Pseudelaphe — рід змій родини полозових (Colubridae). Представники цього роду мешкають в Мексиці і Центральній Америці.

## Види
Рід Pseudelaphe нараховує 2 види:
- Pseudelaphe flavirufa (Cope, 1867)
- Pseudelaphe phaescens (Dowling, 1952)

## Етимологія
Наукова назва роду Pseudelaphe походить від сполучення слова дав.-гр. ψευδος — несправжній і наукової назви роду Elaphe Fitzinger, 1833.